# Queen Anne's Revenge

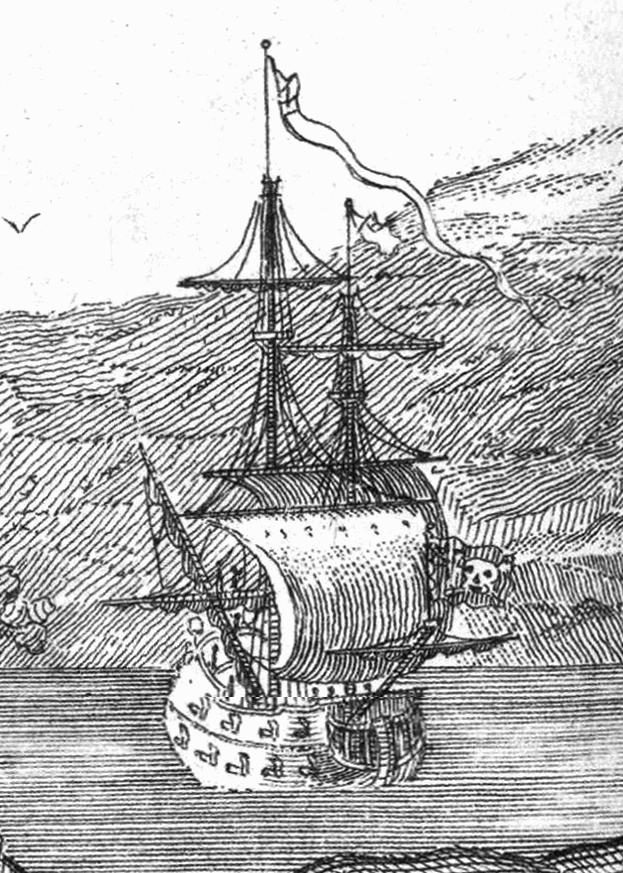
Queen Anne's Revenge

Queen Anne's Revenge var piraten Svartskäggs sjörövarskepp. Ursprungligen hette skeppet La Concorde och var ett franskt slavskepp på 200 ton, utrustat med 16 kanoner. Svartskägg kapade tillsammans med piraten Benjamin Hornigold fartyget utanför ön Saint Vincent 1717, varpå det bytte namn och utrustades med sammanlagt över 40 kanoner.
Vraket efter fartyget lokaliserades av marinarkeologer i Beaufort, North Carolina 1996. Bland allt bärgat gods återfanns kanoner från gjuteriet på det svenska bruket Ehrendal i nuvarande Gnesta kommun. Märkningen var IEC och 713, vilka efter grundaren Jesper Eliassons adlande stod för Jesper Ehrencreutz och årtalet 1713.